# Trafikkontroll

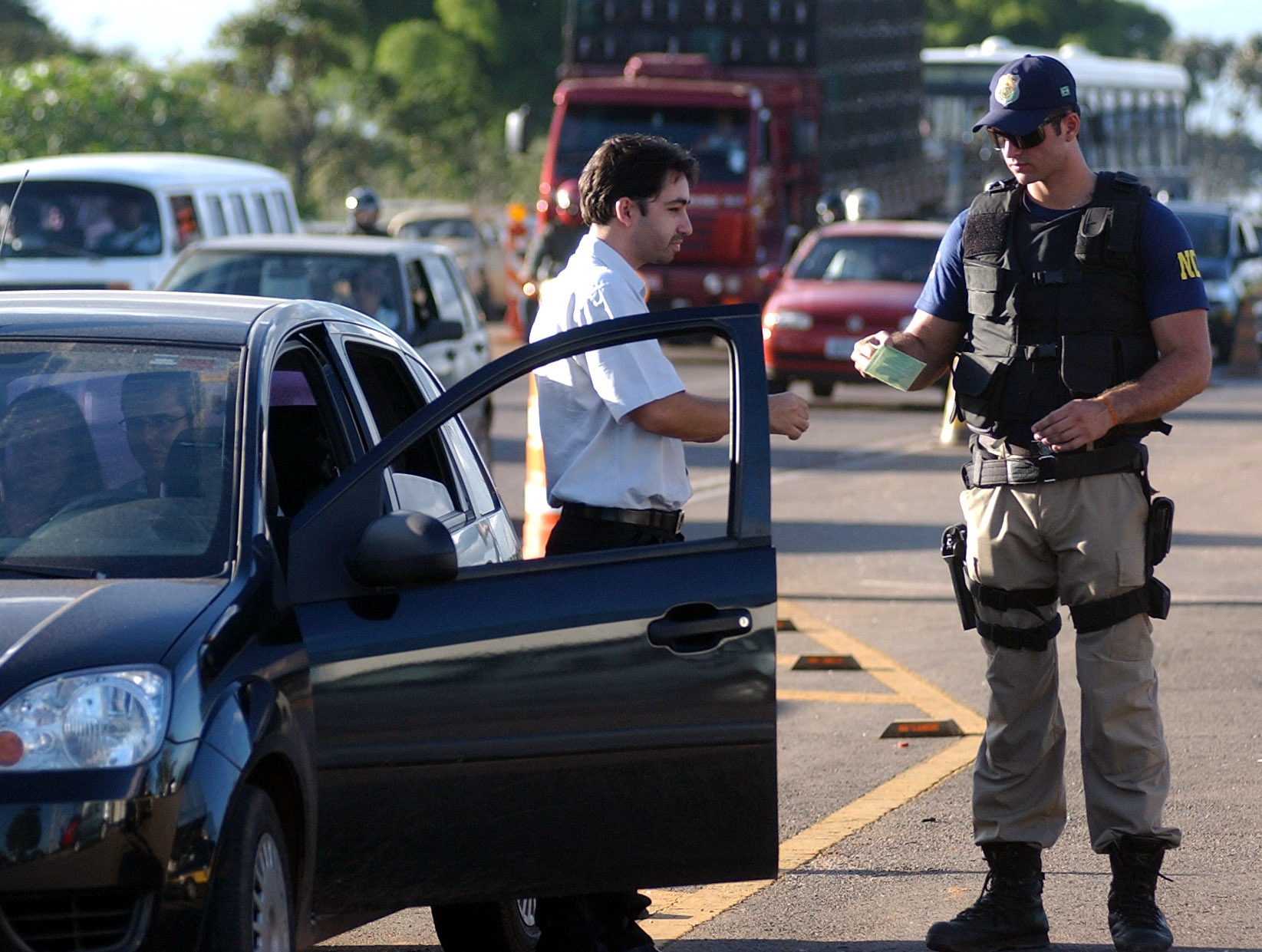
Trafikkontroll utförd av den brasilianska trafikpolisen i februari 2007.

En trafikkontroll, även poliskontroll, innebär att polisen stoppar ett fordon för att kontrollera om till exempel föraren är nykter eller om bältet används under färden. I de flesta länder är det förbjudet att som förare försöka smita undan poliskontrollen. Kontrollen kan även innefatta en "flygande besiktning". Dessa finns för att se till att alla fordon ute på vägarna är i körbart och lagligt skick. 
Poliskontroller genomförs ibland också ute till sjöss, för att till exempel stoppa onyktra båtförare.